# Guarany Atlético Clube
O Guarany Atlético Clube é um clube brasileiro de futebol amador, da cidade de Macapá, capital do estado do Amapá.

## História
Fundado em 1955 por Milton de Souza Corrêa, suas cores são o azul  e o amarelo. Começou disputando a Segunda Divisão  do Campeonato Amapaense, onde conquistou 2 títulos: 1959 e 1962. Em 1964 ganhou o Torneio Início da Segunda Divisão. A equipe foi campeã estadual em 1977. O Guarany tambem é bicampeão amapaense de futsal (1997/1998). Foi várias vezes campeão amapaense de basquetebol nas categorias da modalidade.

## Títulos
| ESTADUAIS | ESTADUAIS                              | ESTADUAIS | ESTADUAIS  |
|           | Competição                             | Títulos   | Temporadas |
| --------- | -------------------------------------- | --------- | ---------- |
|           | Campeonato Amapaense                   | 1         | 1977       |
|           | Campeonato Amapaense - Segunda Divisão | 2         | 1959,1962  |

### Outras Conquistas
- Campeonato Amapaense de Futebol Não-Profissional: em 1996, 1997 e 1998.

- Torneio Independência: em 1962

- Torneio Início da Segundona: em 1964